# Lawrence Stone
Lawrence Stone (Epsom, Surrey, 4 de diciembre de 1919 - 16 de junio de 1999) fue un historiador británico (inglés). Se le consideraba una autoridad en la Guerra Civil Inglesa y otros periodos de la historia del Reino Unido en la Edad Moderna, y en otros temas históricos y antropológicos, como el matrimonio.
Se educó en Charterhouse School (1933-1938), la Sorbona (1938) y la Universidad de Oxford (1938-1940 & 1945-1946). Durante la Segunda Guerra Mundial, sirvió como voluntario en la reserva de la Royal Navy. 
Stone ejerció de docente en la Universidad de Oxford entre 1947-1963, periodo tras el cual consiguió el puesto de Dodge Professor de historia en la Universidad de Princeton (1963-1990).

## Ideas
Sus obras más divulgadas fueron The Crisis of the Aristocracy, 1558-1641 (La Crisis de la Aristocracia) y 
The Family, Sex and Marriage in England, 1500-1800 (Familia, Sexo y Matrimonio en Inglaterra). En la primera hace un detallado estudio cuantitativo sobre un extenso corpus de datos sobre las actividades económicas de la aristocracia inglesa, para llegar a la conclusión que hubo una importante crisis económica en la nobleza en los siglos XVI y XVII (conclusión discutida por la demostración de Christopher Thompson de que los ingresos -peerage's real income- fueron mayores en 1602 que en 1534 y crecieron sustancialmente hasta 1641.) En la segunda, Stone usó los mismos métodos cuantitativos para estudiar la vida familiar. La conclusión de Stone (había poco amor en los matrimonios antes del siglo XVIII) dio paso a un devastador contraataque de los medievalistas que señalaban que Stone había ignorado el periodo medieval, donde hay amplia evidencia de muchos matrimonios por amor. Para los años ochenta, Stone había abandonado su tesis.
Stone fue uno de los principales impulsores del uso de los métodos de las ciencias sociales para estudiar la historia. Argumentaba que el uso de métodos cuantitativos (historia cuantitativa) para reunir datos, podía conducir a útiles generalizaciones para diferentes períodos. No obstante, nunca propuso la búsqueda de leyes de la historia al modo de Karl Marx o Arnold J. Toynbee. Para Stone, lo más que podría hacerse es crear generalizaciones sobre un siglo, y no más. Estaba muy interesado en el estudio de las mentalidades populares en la Edad Moderna, siguiendo el ejemplo de la francesa Escuela de Annales, aunque rechazaba las teorías geográficas de Fernand Braudel por demasiado simplificadoras. Siguiendo es misma tendencia, Stone confiaba más en la combinación de la historia con la antropología y ofrecer una "thick description" a la manera de Clifford Geertz. 
La obra de Stone es muy controvertida. Para algunos, fue un radical trail-blazer, pero para algunos historiadores de tendencia conservadora, sus métodos fueron una desgracia para la historiografía.
La tesis de Stone de que la élite política británica estaba cerrada a nuevos miembros ha tenido una importante revisión. Una vez ampliamente aceptada y popularizada en obras como las de Simon Schama (Citizens -ciudadanos-, sobre la Revolución francesa), ha sido desafiada recientemente: por ejemplo, la obra de Ellis Wasson Born to Rule: British Political Elites (2000, Nacidos para gobernar: élites políticas británicas) muestra que la clase dirigente estaba básicamente abierta a nuevos miembros a lo largo de las edades moderna y contemporánea. La propuesta de Stone ha demostrado estar basada en evidencias cuantitativas insuficientes.

## Obras
Ediciones originales en lengua inglesa:
- The Crisis of the Aristocracy, 1558-1641 (1965)
- The Causes of the English Revolution, 1529-1642' (1972)
- Family and Fortune: Studies in Aristocratic Finance in the Sixteenth and Seventeenth Centuries (1973)
- The Family, Sex and Marriage in England, 1500-1800 (1977)
- The Past and the Present (1981)
- An Open Elite? England 1540-1880 (1984) with Jeanne C. Fawtier Stone,
- Road to Divorce: England, 1530-1987 (1990)
- Uncertain Unions: Marriage in England, 1660-1753 (1992)
- Broken Lives: Separation and Divorce in England, 1660-1857 (1993)
- An Imperial State at War: Britain from 1689 to 1815 (1994) editor